# Stadio Iván Elías Moreno
Lo Stadio Iván Elías Moreno è uno stadio multiuso situato a Lima, nel distretto di Villa El Salvador in Perù.
Ospita le partite casalinghe dei Deportivo Municipal e del Pacífico SMP ed ha una capienza di 12 000 posti.

## Storia
Il terreno erboso dove ora sorge lo stadio è stato utilizzato dalle squadre amatoriali locali per molti anni prima della costruzione dello stadio. Lo stadio prende il nome da Ivan Elías Moreno, un giovane di Villa El Salvador che fu pugnalato a morte mentre cercava di difendere un adolescente da una rapina. Durante il suo terzo mandato, il sindaco del distretto Michel Azcueta ha deciso di intitolare lo stadio per onorare la memoria di Moreno che era stato suo allievo mentre lui, il sindaco, era insegnante di scuola nel distretto.
La partita inaugurale dell'impianto fu tra il Defensor Villa del Mar e la Guardia Republicana nella stagione peruviana della Segunda División del 2002, in cui la squadra di casa vinse per 4-0. Il Defensor Villa del Mar ha giocato le partite casalinghe in questo stadio fino al 2006, quando è retrocesso in Copa Perú. Altre tre squadre importanti hanno giocato le partite casalinghe in questo stadio. L'Estudiantes de Medicina ha giocato una partita in questo stadio nel 2006, mentre nel 2008 il Raymondi Cashapampa ha vinto la Lega provinciale di Lima giocando le partite casalinghe nel complesso.